# トコフェロール-O-メチルトランスフェラーゼ
トコフェロール-O-メチルトランスフェラーゼ(Tocopherol O-methyltransferase、EC 2.1.1.95)は、以下の化学反応を触媒する酵素である。
S-アデノシル-L-メチオニン + γ-トコフェロール{\displaystyle \rightleftharpoons }S-アデノシル-L-ホモシステイン + α-トコフェロール
従って、この酵素の2つの基質はS-アデノシル-L-メチオニンとγ-トコフェロール、2つの生成物はS-アデノシル-L-ホモシステインとα-トコフェロールである。
この酵素は、転移酵素、特に1炭素基を転移させるメチルトランスフェラーゼのファミリーに属する。系統名は、S-アデノシル-L-メチオニン:γ-トコフェロール 5-O-メチルトランスフェラーゼである。その他よく用いられる名前に、gamma-tocopherol methyltransferase等がある。この酵素は、ステロイドの生合成に関与している。